# Pierre de Coimbra
Pierre d'Avis et d'Aragon (Pierre de Coimbra), connétable de Portugal, né en 1429 et mort à Granollers le 30 juin 1466, est fils de l'infant Pierre de Portugal, duc de Coimbra, et petit-fils par sa mère du comte Jacques II d'Urgell, un des prétendants au trône d'Aragon devant être départagés par le Compromis de Caspe pour la succession de Martin Ier l'Humain.

## Biographie
Pierre d'Avis et d'Aragon est le premier époux de Jeanne Enríquez, future reine de Navarre et d'Aragon comme épouse, en deuxièmes noces, de Jean II d'Aragon.
En 1464, en pleine guerre civile contre Jean II, le Conseil des Cent le proclame  comte de Barcelone.
Malgré son alliance avec le duc de Bourgogne Charles le Téméraire, il essuie plusieurs défaites militaires à Lérida, Cervera et Igualada et est définitivement défait à la bataille de Calaf en 1465.  